# Голос Армении
«Голос Армении» (арм. Հայաստանի Ձայնը) — армянское музыкальное реалити-шоу, созданное на основе франшизы The Voice, показ которого проходит на телеканале Armenia TV. Было снято всего пять сезона с 3 ноября 2012 по 24 декабря 2017. Правила шоу основаны на правилах оригинального голландского телешоу The Voice of Holland и его американской версии The Voice. Шоу проходит в четыре этапа: слепые прослушивания, раунд «уайлд-кард», вокальные битвы и живые выступления.
В шоу принимают участие как жители Армении, так и представители армянской диаспоры. Особое внимание уделяется армянским певцам и певицам из России.

## Наставники
| Наставники       | Сезоны | Сезоны | Сезоны | Сезоны |
| Наставники       | 1      | 2      | 3      | 4      |
| ---------------- | ------ | ------ | ------ | ------ |
| Сона             |        |        |        |        |
| Тата Симонян     |        |        |        |        |
| Софи Мхеян       |        |        |        |        |
| Арто Тунчбояджян |        |        |        |        |
| Шушан Петросян   |        |        |        |        |
| Айко             |        |        |        |        |
| Кристине Пепелян |        |        |        |        |
| Микаэл Погосян   |        |        |        |        |
| Армен Мартиросян |        |        |        |        |
| Ева Ривас        |        |        |        |        |
| Араме            |        |        |        |        |
| Нуне Есаян       |        |        |        |        |
| Севак Ханагян    |        |        |        |        |

В первом сезоне наставниками стали:
- Сона
- Тата Симонян
- Софи Мхеян
- Арто Тунчбояджян

Во втором сезоне состав наставников обновился полностью. Теперь они:
- Шушан Петросян
- Айко
- Кристине Пепелян
- Микаэл Погосян

В третьем сезоне остался Айко. Вернулась Сона. Также добавились:
- Армен Мартиросян
- Ева Ривас

В четвёртом сезоне состав наставников был полностью изменён.В него вернулась Софи Мхеян. Остальные три кресла заняли:
- Араме
- Нуне Есаян
- Севак Ханагян

## Сезоны
На данный момент выпущено 4 сезонов телешоу.
| Команда Тунчбояджяна Команда Мхеян Команда Саркисян Команда Симонян Команда Погосяна | Команда Пепелян Команда Айко Команда Петросян Команда Мартиросяна Команда Ривас | Команда Араме Команда Есаян Команда Ханагяна |

| Сезон | Премьера         | Финал           | Победитель     | 2 место          | 3 место             | 4 место           | Победивший наставник | Ведущие         | Ведущие          | Наставники       | Наставники       | Наставники   | Наставники     |
| Сезон | Премьера         | Финал           | Победитель     | 2 место          | 3 место             | 4 место           | Победивший наставник | 1               | 2                | 3                | 4                |              |                |
| ----- | ---------------- | --------------- | -------------- | ---------------- | ------------------- | ----------------- | -------------------- | --------------- | ---------------- | ---------------- | ---------------- | ------------ | -------------- |
| 1     | 3 ноября 2012    | 4 марта 2013    | Маша Мнджоян   | Нарек Макарян    | Гаяне Арзуманян     | Искухи Ованисян   | Сона Саркисян        | Рафаел Казанчян | Не было          | Арто Тунчбояджян | Софи Мхеян       | Тата Симонян | Сона Саркисян  |
| 2     | 6 октября 2013   | 8 декабря 2013  | Анна Ханчалян  | Аревик Григорян  | Кристина Мангасарян | Виген Ахаронян    | Кристине Пепелян     | Ованес Азоян    | Не было          | Микаел Погосян   | Кристине Пепелян | Айко         | Шушан Петросян |
| 3     | 4 октября 2014   | 29 декабря 2014 | Раиса Аванесян | Мелине Галоян    | Эрна Мирзоян        | Ваге Алексанян    | Сона Саркисян        | Арсен Григорян  | Не было          | Армен Мартиросян | Ева Ривас        | Айко         | Сона Саркисян  |
| 4     | 30 сентября 2017 | 24 декабря 2017 | Айк Гулян      | Тигран Карапетян | Анна Даниелян       | Кристина Халатова | Нуне Есаян           | Ара Казарян     | Назени Ованнисян | Софи Мхеян       | Араме            | Нуне Есаян   | Севак Ханагян  |

### Сезон 1
Жюри первого сезона: Сона, Тата Симонян, Софи Мхеян и Арто Тунчбояджян.
Таблица участников
     – Победитель
     – 2-е место
     – 3-е место
     – 4-е место
     – Выбыли
| Команда          | Исполнители     | Исполнители       | Исполнители       | Исполнители       | Исполнители     | Исполнители             |
| ---------------- | --------------- | ----------------- | ----------------- | ----------------- | --------------- | ----------------------- |
| Сона             | Ованес Антрясян | Март Бабаян       | Дживан Хачатрян   | Айда Калантарян   | Анна Папян      | Маша Мнджоян (52.9%)    |
| Софи Мхеян       | Нелли Месропян  | Ншан Карабетян    | Армине Мартиросян | Фрик Ростомян     | Алина Киракисян | Нарек Макарян (25.7%)   |
| Арто Тунчбояджян | Земма Карабетян | Григорий Кёкчян   | Лаура Тигранян    | Овсана Хубларян   | Сруби Ованисян  | Гаяне Арзуманян (14.9%) |
| Тата Симонян     | Гурген Саятян   | Владимир Богоссян | Айдин Давуди      | Геворг Мартиросян | Ани Сахакян     | Искухи Ованисян (6.5%)  |

Победительницей стала Мэри (Маша) Мнджоян. В финале первого сезона выступили участники первого сезона российского шоу «Голос» Артём Качарян, Эдвард Хачарян, Гаяне Захарова, Лия Саркисян и Маргарита Позоян, исполнив гимн Армении.

### Сезон 2
Жюри второго сезона: Шушан Петросян, Айко, Кристине Пепелян и Микаэл Погосян.
Таблица участников
     – Победитель
     – 2-е место
     – 3-е место
     – 4-е место
     – Выбыли
| Кристине Пепелян | Леона          | Анахит Шабазян    | Анна Ханчалян       |
| Микаэл Погосян   | Чинар Изоян    | Сюзанна Сиреканян | Аревик Григорян     |
| Шушан Петросян   | Вахе Игитян    | Мане Саргсян      | Кристина Мангасарян |
| Айко             | Армен Ованесян | Валера Майромян   | Виген Ахаронян      |

Победительницей второго сезона стала Анна Ханчалян. В финале Шушан Петросян не находилась в студии, поскольку попала в аварию на неделе, поэтому принимала участие в онлайн-варианте.

### Сезон 3
Жюри третьего сезона стали Сона, Армен Мартиросян, Ева Ривас и Айко.
- 1 место: Раиса Аванесян (команда Соны)
- 2 место: Мелине Галоян (команда Айко)
- 3 место: Эрна Мирзоян (команда Армена)
- 4 место: Ваге Алексанян (команда Евы)

### Сезон 4
Формат вернулся в Армению после двухлетнего перерыва. Жюри четвёртого сезона являлись Араме, Нуне Есаян, Севак Ханагян и Софи Мхеян.
Таблица участников
     – Победитель
     – 2-е место
     – 3-е место
     – 4-е место
     – Выбыли

| Севак Ханагян | Мнац Ханагян   | Ева Абраамян               | Анна Даниелян     |
| Софи Мхеян    | Сона Гюльхасян | Григор Давтян              | Кристина Халатова |
| Араме         | Карен Угурян   | Маш Исраелян               | Тигран Карапетян  |
| Нуне Есаян    | Анаит Акопян   | Лусине "Соуланж" Арутюнова | Айк Гулян         |